# Lachnus shiicola
Lachnus shiicola är en insektsart. Lachnus shiicola ingår i släktet Lachnus och familjen långrörsbladlöss. Inga underarter finns listade i Catalogue of Life.